# Juncus himalensis
Juncus himalensis là một loài thực vật có hoa trong họ Juncaceae. Loài này được Klotzsch mô tả khoa học đầu tiên năm 1862.